# I Met a Girl - La ragazza dei tuoi sogni
I Met a Girl - La ragazza dei sogni (I Met a Girl) è un film del 2020 diretto da Luke Eve.

## Trama
Un giovane musicista schizofrenico si innamora di una ragazza misteriosa che però potrebbe solo essere frutto della sua immaginazione. Quando quest'ultima scompare all'improvviso decide di intraprendere insieme con l'aiuto di suo fratello un viaggio per tutta l'Australia per cercare di trovarla.

## Distribuzione
Il film è stato distribuito sulla piattaforma Amazon Prime Video il 01 novembre 2022.